# Theresa May
Theresa Mary May, angleška političarka, * 1. oktober 1956, Eastbourne, Anglija, Združeno kraljestvo.
13. julija 2016 je postala predsednica vlade Združenega kraljestva. Na tem položaju je nadomestila Davida Camerona, ki je po šestih letih vodenja države odstopil. Po njenem odstopu jo je 24. julija 2019 zamenjal Boris Johnson.